# Луи (сеньор Монако)
Луи (фр. Louis, итал. Luigi) — сеньор Монако в 1395 и 1397—1402 годах. Сын Карла I и его жены Люччины Спинола.
В январе 1395 года захватил крепость Монако, утерянную ранее семьёй Гримальди в 1357 году. Правил совместно со своим племянником Жаном I до 19 декабря 1395 года, когда Монако вновь захватили генуэзцы.
11 мая 1397 года отвоевал Монако у Генуи. Правил (на этот раз — единолично) до 5 ноября 1402 года, когда Монако вновь было захвачено генуэзцами.